# Görel Crona
Görel Elisabeth Crona (født 23. august 1959) er en svensk skuespillerinde og instruktør, der har medvirket i over 35 filmproduktioner. På tv er hun blandt andet berømt for rollerne som Ylva i Varuhuset, Carina Olsson i Anna Holt - Polis og Jackie Berglund i Springfloden.

## Privatliv
Görel Crona er datter af jazzmusikeren Börje Crona (1932-2017) og forfatteren Anniki Crona (1927-2015). Hun voksede op i Las Palmas på De Kanariske Øer og bosatte sig først i Sverige, da hun startede på gymnasiet.
I 1995 mødte hun skuespilleren Rafael Edholm og de blev gift i 1997. Parret fik en søn året efter, men i 2006 blev de skilt efter ni års ægteskab.

## Udvalgt filmografi
- Kristoffers hus (1979, ukrediteret)
- Varuhuset (tv-serie, 1987-1988)
- Et paradis uden billard (1991)
- Englegård (1992)
- Strisser, strisser (1993)
- Anna Holt - Polis (tv-serie, 1996-1997)
- Detta har hänt (tv-serie, 1998)
- Komplett galen (2004)
- Playa del Sol (tv-serie, 2007)
- Psalm 21 (2009)
- Springfloden (tv-serie, 2016-2018)
- Elsk mig (tv-serie, 2019-2020)
- Beck (tv-serie, 2020)
- Anden akt (2023)
- Strandhotellet (tv-serie, 2023)
- Bamse og verdens mindste eventyr (animationsfilm, 2023)
- Bäckström (tv-serie, 2024)